# 또린흐엉
또린흐엉(영어: Tô Linh Hương, 1988년 ~ )은 베트남의 국영 건설사인 비나코넥스(VINACONEX-PVC)의 회장 겸 CEO였다.
하노이 출신으로, 학창시절 당시 베트남 공산당 청년 동맹에서 교과활동과 특별활동에서 우수한 성적을 기록하였으며, 2005년에 대학 입학 시험에 최우수 성적을 기록하였다. 이 후 베트남의 언론대학교(Vietnam's Institute of Press and Propaganda)를 재학했는데, 그 당시에, 그녀의 아버지가 그곳의 이사로 재직하고 있었다.
2009년에 대학을 졸업하고, 2011년에 버밍엄 대학교에서 국제경영으로 석사학위를 취득하였다.
2012년 4월에는 베트남 국영 건설사인 비나코넥스의 회장 겸 CEO로 취임하였다. 임기는 2012년 4월부터 2016년 4월까지로 되어 있었다. 그러다가 취임 직후에 분홍색 미니스커트와 하이힐 차림에 안전모를 쓴 채 부하 직원들과 건설현장을 둘러보는 사진이 찍혔는데, 그 사진이 베트남 전역에 퍼졌으며, 베트남의 경기 침체와 나라에 만연한 족벌 권력에 대한 비난이 쏟아졌고, 결국 흐엉은 6월에 자리에서 물러났다.